# جاسینتا ون لینت
جاسینتا ون لینت (انگلیسی: Jacinta van Lint؛ زادهٔ ۲۷ مارس ۱۹۷۹) شناگر اهل استرالیا است.
وی در مسابقات کشوری و بین‌المللی در مجموع برندهٔ ۱ مدال نقره، ۱ مدال برنز شده‌است.